# 1997 en Inde
Chronologie de l'Inde
- 1993
- 1994
- 1995
- 1996
- 1997
- 1998
- 1999
- 2000
- 2001

Cette page concerne les évènements survenus en 1997 en Inde :

## Évènement
- 22 mai : Séisme de Jabalpur (en)
- 4 juin : Lancement du satellite INSAT-2D (en).
- 7 juin : Incendie du temple de Brihadeeswarar (en)
- 29 septembre : Lancement du satellite IRS-1D (en).
- Uttar Pradesh : Au niveau de Jaunpur, Pratapgarh et Sultanpur, une série d'attaques de loups sur des enfants sèment la panique. Après huit mois de traque, treize loups sont abattus. Au total, 42 enfants ont été tués et de nombreux blessés[1].

## Cinéma
- 42e cérémonie des Filmfare Awards
- 44e cérémonie des National Film Awards (en)

Sortie de film
- Bhai
- Char Adhyay
- Daud
- Dil to Pagal Hai
- Gudgudee
- Gupt
- Hamesha
- Hero N°1
- Iruvar
- Ishq
- Itihaas
- Judaai
- Judwaa
- Koyla
- Minsara Kanavu
- Mrityudata
- Pardes
- Prithvi
- Tamanna
- Yes Boss

## Littérature
- Beach Boy (en), roman d'Ardashir Vakil (en).
- Cuckold (en), roman de Kiran Nagarkar (en).
- Le Dieu des Petits Riens, roman de Arundhati Roy.

## Sport
- Championnat d'Inde de football 1996-1997
- Championnat d'Inde de football 1997-1998

## Décès
- Mère Teresa, religieuse catholique albanaise naturalisée indienne.